# Acacia macilenta
Acacia macilenta é uma espécie de leguminosa do gênero Acacia, pertencente à família Fabaceae.